# Un cirque passe (film, 1950)
Pour plus de détails, voir Fiche technique et Distribution.
Un cirque passe est un film documentaire français réalisé par Jacques Letellier et Jean-François Méhu, sorti en 1950.

## Synopsis
Le passage d'un cirque, celui d'Achille Zavatta, dans un village.

## Fiche technique
- Titre français : Un cirque passe
- Réalisation : Jacques Letellier et Jean-François Méhu
- Scénario : Jean Berry
- Photographie : Jacques Letellier
- Musique : Django Reinhardt
- Son : Pierre Vuillemin
- Montage : Françoise Diot
- Production : Pierre Lévy-Corti
- Société de production : Coopérative générale du cinéma français (CGCF)
- Société de distribution : CFR (distribution)
- Pays de production :  France
- Langue originale : français
- Format : Noir et blanc  — 35 mm — 1,37:1 — son mono
- Genre : Documentaire
- Durée : 15 minutes
- Date de sortie : 
  - France : 1er janvier 1950

## Distribution
- Achille Zavatta : lui-même
- Serge Reggiani : narrateur

## Bande originale
- Nuages de Django Reinhardt